# Cadre-47/1-Europameisterschaft 1982

Logo CEB (ausrichtender Verband)

Veranstaltungsort: Luzern

Die Cadre-47/1-Europameisterschaft 1982 war das 23. Turnier in dieser Disziplin des Karambolagebillards und fand vom 4. bis zum 7. März 1982 in Luzern, am Vierwaldstättersee in der Schweiz statt. Es war die erste Cadre-47/1-Europameisterschaft in der Schweiz.

## Geschichte
Nach seinem Europameistertitel bei den Junioren 1977 hat es der in Düsseldorf geborene Thomas Wildförster auch bei den Herren geschafft. Ungeschlagen holte er sich den Titel im schweizerischen Luzern. Er ist erst der zweite Deutsche, nach Dieter Müller, der sich diesen Titel holen konnte. Lediglich im Spiel gegen den niederländischen Junioren-Europameister Jan Arnouts kam er in Schwierigkeiten. Beim Stand von 236:104 für Arnouts beendete er die Partie mit einer starken 196er Schlussserie. Silber ging an den Franzosen Francis Connesson, der alle Turnierbestleistungen erzielte, vor dem Titelverteidiger Fonsy Grethen.

## Turniermodus
Es wurde in zwei Gruppen à sechs und fünf Spielern eine Vorrunde im Round Robin System bis 300 Punkte gespielt. Die beiden Gruppenbesten kamen in die Endrunde. Die gespielten Partien aus der Vorrunde wurden übernommen. Bei MP-Gleichstand wird in folgender Reihenfolge gewertet:
1. MP = Matchpunkte
2. GD = Generaldurchschnitt
3. HS = Höchstserie

## Vorrundentabellen
| MP    | Match Points (Sieger = 2; Unentschieden = 1; Verlierer = 0) |
| Pkte. | Erzielte Karambolagen                                       |
| Aufn. | Benötigte Versuche                                          |
| GD    | Generaldurchschnitt                                         |
| BED   | Bester Einzeldurchschnitt eines Spielers                    |
| HS    | Höchstserie                                                 |
|       | Bester GD des Turniers                                      |
|       | Bester ED des Turniers                                      |
|       | Beste HS des Turniers                                       |
|       | 1. Platz (Gold)                                             |
|       | 2. Platz (Silber)                                           |
|       | 3. Platz (Bronze)                                           |

| Platz | Name               | MP   | Pkte | Aufn. | GD    | BED   | HS  |
| ----- | ------------------ | ---- | ---- | ----- | ----- | ----- | --- |
| 1     | Thomas Wildförster | 10:0 | 1500 | 44    | 34,09 | 60,00 | 196 |
| 2     | Fonsy Grethen      | 8:2  | 1404 | 75    | 18,72 | 37,50 | 144 |
| 3     | Jan Arnouts        | 6:4  | 1362 | 41    | 33,21 | 50,00 | 184 |
| 4     | Zoltan Kovač       | 4:6  | 973  | 70    | 13,90 | 16,66 | 68  |
| 5     | José Albert        | 2:8  | 1013 | 79    | 12,82 | 11,54 | 73  |
| 6     | Hans Koevoets      | 0:10 | 794  | 97    | 8,18  | –     | 49  |

| Platz | Name              | MP  | Pkte | Aufn. | GD    | BED    | HS  |
| ----- | ----------------- | --- | ---- | ----- | ----- | ------ | --- |
| 1     | Francis Connesson | 8:0 | 1200 | 28    | 42,86 | 100,00 | 250 |
| 2     | Ludo Dielis       | 4:4 | 868  | 27    | 32,15 | 60,00  | 103 |
| 3     | Kurt Mastny       | 4:4 | 957  | 54    | 17,72 | 27,27  | 94  |
| 4     | Tini Wijnen       | 4:4 | 683  | 48    | 14,22 | 17,65  | 106 |
| 5     | Antonio Oddo      | 0:8 | 546  | 47    | 12,00 | –      | 59  |

## Endrunde
| Platz | Name               | MP  | Pkte | Aufn. | GD    | BED    | HS  |
| ----- | ------------------ | --- | ---- | ----- | ----- | ------ | --- |
| 1     | Thomas Wildförster | 6:0 | 900  | 28    | 38,14 | 42,85  | 164 |
| 2     | Francis Connesson  | 3:3 | 706  | 18    | 39,22 | 100,00 | 250 |
| 3     | Fonsy Grethen      | 3:3 | 804  | 25    | 32,16 | 37,50  | 191 |
| 4     | Ludo Dielis        | 0:6 | 481  | 23    | 20,91 | –      | 105 |

## Abschlusstabelle
| Platz                      | Name               | Spiele | MP   | Pkte | Aufn. | GD    | BED    | HS  |
| -------------------------- | ------------------ | ------ | ---- | ---- | ----- | ----- | ------ | --- |
| 1                          | Thomas Wildförster | 7      | 14:0 | 2100 | 63    | 33,33 | 60,00  | 196 |
| 2                          | Francis Connesson  | 6      | 9:3  | 1606 | 43    | 37,34 | 100,00 | 250 |
| 3                          | Fonsy Grethen      | 7      | 11:3 | 2004 | 91    | 22,02 | 37,50  | 191 |
| 4                          | Ludo Dielis        | 6      | 4:8  | 1334 | 47    | 28,38 | 60,00  | 105 |
| 5                          | Jan Arnouts        | 5      | 6:4  | 1362 | 41    | 33,21 | 50,00  | 184 |
| 6                          | Kurt Mastny        | 4      | 4:4  | 957  | 54    | 17,72 | 27,27  | 94  |
| 7                          | Tini Wijnen        | 4      | 4:4  | 683  | 48    | 14,22 | 17,65  | 106 |
| 8                          | Zoltan Kovač       | 5      | 4:6  | 973  | 70    | 13,90 | 16,66  | 68  |
| 9                          | José Albert        | 5      | 2:8  | 1013 | 79    | 12,82 | 11,54  | 73  |
| 10                         | Antonio Oddo       | 4      | 0:8  | 546  | 47    | 12,00 | –      | 59  |
| 11                         | Hans Koevoets      | 5      | 0:10 | 794  | 97    | 8,18  | –      | 49  |
| Turnierdurchschnitt: 19,69 |                    |        |      |      |       |       |        |     |